# هيلمان روبنز
هيلمان روبنز (بالإنجليزية: Hillman Robbins)‏ هو لاعب غولف أمريكي، ولد في 22 أبريل 1932 في ممفيس في الولايات المتحدة، وتوفي في 6 نوفمبر 1981.